# Ichneumia albicauda
Ichneumia albicauda (Мангуста білохвоста) — ссавець, представник ряду хижаків із родини мангустових. Широко розповсюджений у країнах Африки на південь від Сахари до 3500 м над рівнем моря в Ефіопії. Живе на лугах, саванах і лісистих районах, відсутній у вологих лісових масивах, на великій висоті, пустелях та напівпустелях. Вони можуть бути адаптовані до змінених людиною місць проживання, й часто помічаються навколо міст і сіл, де знаходять їжу серед сміття. Було знайдено, що в Омані вони пов'язані з садами й плантаціями (Харрісон і Бейтс 1991).

## Морфологія
Морфометрія. Довжина голови й тіла: 470—690 мм, довжина хвоста: 355—460 мм, довжина задньої ступні: 100—130 мм, вага: 1.8—4.5 кг.
Опис. Має товсте пухнасте хутро, з якого виступа вперед грубе остьове волосся; пухнастий хвіст поступово звужується, прикінцева третя частина зазвичай біла (іноді меланістична). Колір спини сиво-сіруватий з легким коричневим відтінком. черевне забарвлення блідо-коричневе. Кінцівки чорно-коричневі. Хвіст біля основи кольору спини й стає все світлішим до його закінчення. Ноги довгі, кінцівки мають п'ять пальців, долоні голі до зап'ястя, а підошви задніх лап вкриті волоссям. Зубна формула: I 3/3, C 1/1, P 4/4, M 2/2 = 40.

## Генетика
Каріотип характеризується диплоїдним числом, 2n=36.

## Поведінка
Має багатий вокальний репертуар; найнезвичнішим звуком є собакоподібне тявкання, яке може бути пов'язане із сексуальною поведінкою. Коли білохвоста мангуста оселяється поруч з домашньою птицею, вона може виявитися шкідником. Якщо її впіймати в молодому віці, стає лагідною хатньою твариною. Протягом дня Ichneumia albicauda відпочиває в норах мурахоїда або їжатця, в порожнинах під корінням дерев, або в притулку серед скель. В ізольованих місцях вона може вийде в пошуках їжі в післяобідню пору, але в іншому випадку вона суворо нічна. Полює поодинці або парами. Полює на мишей, щурів, капського дамана та інших ссавців до розміру зайця й на птахів до розміру цесарки. Також їсть яйця, ящірок, змій і комах. В одного екземпляра була невелика кобра в його шлунку. Пітман (1954) говорить, що місячні ночі він іноді бачив як білохвоста мангуста танцює біля дротяного плетіння з домашньою птицею. Це викликає цікавість птахів, які іноді застромлюють голову через дротяну сітку, щоб краще бачити, і ці голови були оперативно відкушені.

## Відтворення
Молодняк бачили найчастіше з лютого по травень і жодного разу не бачили під час сухого сезону з серпня по листопад. Молодь зазвичай стає незалежною у 9 місяців. У неволі тварини живуть понад 10 років.

## Загрози та охорона
Серйозних загроз для виду нема. Чисельність регулюється хижацтвом з боку чепрачного шакала та каракала. Живе в багатьох охоронних районах.